# Spodnji Gaj pri Pragerskem
Spodnji Gaj pri Pragerskem este o localitate din comuna Kidričevo, Slovenia, cu o populație de 133 de locuitori.